# Eucynorta maculosa
Eucynorta maculosa is een hooiwagen uit de familie Cosmetidae.